# Моравица (хижа)
Вижте пояснителната страница за други значения на Моравица.
„Моравица“ е хижа в Пирин, България. Собственик е Туристическо дружество „Пирински езера“ – село Брежани.
Първоначално хижата е изградена като заслон. По-късно е превърната в масивна сграда с капацитет 30 места. Възобновявана е през 1989 г. Хижата е водоснабдена, отоплява се с печки на твърдо гориво и има туристическа столова.